# Lazar Mojsov
Lazar Mojsov, makedonski novinar, politik, diplomat in udeleženec narodnoosvobodilnega boja, * 19. december 1920, Negotino, Kraljevina Srbov, Hrvatov in Slovencev, † 25. avgust 2011, Beograd, Srbija

## Življenjepis
Lazar Mojsov se je rodil 19. decembra 1920 v Negotinu pri Velesu. Študiral je na Pravni fakulteti v Beogradu, kjer je tudi doktoriral. Narodnoosvofilnemu gibanju se je priključil leta 1941, med partizane pa se je vključil leta 1943. V vojnem času je bil politični delavec v Drugi makedonski brigadi in pri Glavnem štabu NOV in PO Makedonije. 
Bil je udeleženec Prvega zasedanja ASNOM (Antifašističnega sveta narodne osvoboditve Makedonije) 2. avgusta 1944. Je nosilec Partizanske spomenice 1941 in več jugoslovanskih odlikovanj, mdr. junaka socialističnega dela? Umrl je v Beogradu in je pokopan v Aleji zaslužnih na Novem pokopališču v Beogradu.
Bil je edini Makedonec, ki je celoten enoletni mandat vodil Jugoslavijo (po Lazarju Koliševskem, ki je nadomeščal Tita med njegovo boleznijo in je bil formalni predsednik Predsedstva Jugoslavije le 11 dni).

## Povojne politične funkcije
Po vojni je opravljal naslednje dolžnosti
- javni tožilec LR Makedonije od 1948 do 1951
- direktor Časopisno založniškega podjetja Nova Makedonija
- veleposlanik Jugoslavije v Sovjetski zvezi in Mongoliji od 1958 do 1961
- pomočnik državnega sekretarja za zunanje zadeve od 1974
- direktor Inštituta za delavsko gibanje
- direktor in glavni in odgovorni urednik Časopisno založniškega podjetja Borba
- veleposlanik Jugoslavije v OZN, Gvajani in Jamajki od 1969 do 1974
- predsednik Generalne skupščine OZN od 1977 do 1978
- predsednik Predsedstva Zveze komunistov Jugoslavije od 20. oktobra 1980 do 20. oktobra 1981
- od 17. maja 1982 do 15. maja 1984 zvezni sekretar za zunanje zadeve
- član Predsedstva SFR Jugoslavije od 1984 do 1989
- predsednik Predsedstva SFR Jugoslavije od 15. maja 1987 do 15. maja 1988
- večkratni poslanec v republiški skupščini Makedonije in zvezni skupčini Jugoslavije
- član Centralnega komiteja Zveze komunistov Jugoslavije izvoljen na sedmem in osmem kongresu

## Publicistična dejavnost
Lazar Mojsov se je ukvarjal tudi s publicistično dejavnostjo. Njegovi najbolj znani deli sta
- Bolgarska delavska partija (komunistov) in makedonsko nacionalno vprašanje (1948)
- O vprašanjih makedonske narodne manjšine v Grčiji (1954)

Zadnjo knjigo je izdal leta 2006 z naslovom Spomini na srećanja, ljudi in dogodke, Sodelovanje in konfrotacije sovjetskih in ameriških voditeljev (od Hruščova do Jelcina in od Nixona do Clintona) 1. del.
Je predaval in se ukvarjal s publicistiko o mednarodnih odnosih.